# Vielverge
Vielverge é uma comuna francesa na região administrativa da Borgonha-Franco-Condado, no departamento de Côte-d'Or. Estende-se por uma área de 14,77 km². Em 2010 a comuna tinha 509 habitantes (densidade: 34,5 hab./km²).